# الطبقة المتوسطة للجدار البدني الجنيني
في تشريح الجنين، فإن الغشاء البدني الجنبني (جدار البدن المضغي somatopleure)هو بنية تم إنشاؤها أثناء التطور الجنيني عندما تنقسم الصفيحة الجانبية للأديم المتوسط إلى طبقتين. تصبح الطبقة الخارجية (أو الجسدية) مطبقة على السطح الداخلي للأديم الظاهر، ومعها (جزئيًا) تشكل الطبقة البدنية للجنين.
مزيج من الأديم الظاهر والأديم المتوسط ، أوالجسدية، يشكل السَلى، المشيمة وجدار الجسم الجانبي للجنين. يتم تحفيز تكوين الأطراف، من الأديم المتوسط الجسدي، بواسطة جينات النحت والتعبيرعن الجزيئات الأخرى من خلال الانتقال السرطان الظهاري والطبقة المتوسطة. ثم يتم تقسيم الغشاء البدني الجنيني إلى ثلاث أقسام، تشكيل برعم الأطراف الأمامية، تشكيل برعم الطرف الخلفي والجدار غير المكون للأطراف. تنمو أقسام تشكيل البراعم في الحجم. يتكاثر الأديم المتوسط الجسدي تحت الأديم الظاهر في شكل الطبقة المتوسطة.
في الدجاج، يتم فصل الأنسجة خارج المضغة إلى طبقتين: الطبقة الحشوية المكونة من الأديم الباطن والأديم المتوسط الحشوي، والجسم الذي يتكون من الأديم الظاهر والأديم المتوسط الجسدي جنبًا إلى جنب مع تكوين التجويف الجوفي بعد عملية المعدة. يتم اشتقاق السلى والمشيماء من الجسد مع حدود افتراضية من خارج السلى بعد الامتداد الأمامي للأديم المتوسط خارج المضغ وتشكيل اللولب.، تنشأ الطيات الأمامية والجانبية على طول الفتحة الخارجية وتنمو للخلف فوق رأس الجنين. يتم تحديد جزء من الجسد الأمنيوسي المتاخم لقاعدة طية الرأس على أنه المنطقة التي تساهم في الأنسجة الجنينية في جدار الصدر ومناطق البلعوم والقلب. من المعروف أن الجدار البدني بمثابة مصفوفة لجدار الجسم البطني الجانبي ويؤدي إلى ظهور النسيج الضام والأوتار والقص.

## روابط خارجية
- Diagram at Yuba Community College District at the Library of Congress (نسخة محفوظة 2008-08-09)
- Overview at Kennesaw State University.